# Vinderupgård
Vinderupgård var en større gård, som lå i nordkanten af det nuværende Vinderup og gårdens jorde omfattede bl.a. hovedparten af den nuværende bys areal. Gården kendes også under navnene Windtorp, Wynderup og Vinderup Hovgård:6 samt Vinderiis. Vinderupgårds stuehus brændte i 1913 og blev ikke genopført.
Gården havde oprindeligt ca. 14 tønder hartkorn; omkring 1895 var det dog faldet til 8½ tønde hartkorn.

## Historie
Vinderupgård optræder første gang i en overdragelse fra fru Lucie til Jens Kalf, som noteres ved Ribe bisp den 6. februar 1274. Som betaling skulle Jens Kalf bl.a. levere vin og oblater til Stubber Kloster samter kirkerne i Ginding og Hjerm Herreder.:7
Gården lå på en lille banke hvor Mosevej og Agovej mødes i Vinderup:6, men kan tidligere have ligget nærmere Vinderup Vold mod vest.
Frem til omkring 1500 var gården i adeligt eje (og dermed fritaget for skat). Herefter optræder nogle bønder, men senest fra midten af 1600-tallet blev den en del af Rydhave. Fra først i 1800-tallet var den atter ejet af ikke-adelige. En del ejerskifter har foregået ved auktion, hvilket indikerer, at det har været svært at få økonomien til at hænge sammen. I 1683 beskrives jorden som "ond jord, som vil have lang hvile" og engene oversvømmes ofte og er bløde.
Midt i 1800-tallet ejede Hans Ditlev Fabricius gården. Han var samtidig aktiv i sogne- og amtsråd, og havde det held, at både den nye landevej mellem Holstebro og Skive (anlagt 1855) og jernbanen mellem Skive og Struer (åbnet 1865) kom til at krydses ved hans gård. Han etablerede kro og købmandshandel med forpagtere.:9
Efter Hans Ditlev Fabricius' ejerskab blev gårdens jorde udparcellerede. Stuehuset til gården blev solgt fra i januar 1913 men brændte allerede den 19. april samme år og blev ikke genopført:12.

## Ejere
Listen over ejere er ufuldstændig. Ikke alle ejere - især ikke de adelige - har boet på gården.
- ( - 1274) Fru Lucie
- (1274 - ) Tidligere rigsmarsk Jens Kalf.[1]:7
- (før 1293[f]) Stig Andersen Hvide (Marsk Stig).[1]:7
- (omkring 1422) Hemming Friis.[2]
- (herefter) Eske Friis.[2]
- (omkring 1510) Bonde Peder Christensen.[2]
- (senest 1664[g] - 1812) Hovedgård under Rydhave.[1]:7
- (1812[h] - 1840) N.L. Boserup; købt for 18.000 rigsdaler.[1]:7
- (1840 - 1842) Jacob Boserup; købt af faderens bo for 10.340 rigsdaler.[1]:7
- (1842 - 1874) Hans Ditlev Fabricius; købt for 12.500 rigsdaler.[1]:7-9
- (1874 - 1875) Johanne Frederikke Rasch (enken).[1]:9
- (1875 - 1877) Vilhelm Fabricius; købt for 37.250 rigsdaler.[1]:9-10
- (1877) Søren Sejersen; overtaget ved mageskifte med en gård på Mors.[1]:10
- (1877 - 1885) Esper Boel; købt for 72.500 kr.[1]:10
- (1885 - 1898) Carl Ferdinand Petersen; overtager som panthaver.[1]:11
- (1898 - 1912) Claudius Windfeldt til Landting; overtaget ved auktion. Windfeldt frasolgte en del grunde.[1]:12
- (1912 - ) Et konsortium bestående af fire gårdmænd fra Hasselholt, som fortsatte udstykningen.[1]:12